# Fiat 500 (2020)
Pour les articles homonymes, voir Fiat 500.
La Fiat 500 (2020) est une petite citadine du constructeur automobile italien Fiat commercialisée à partir de septembre 2020. Elle est initialement étudiée et commercialisée en motorisation électrique. En 2024 le groupe Stellantis annonce l'étude d'une version hybride pour une commercialisation en fin d'année 2025, nommée 500 Torino en raison de la baisse des ventes du modèle électrique.
Elle succède à la Fiat 500e lancée en 2012, dont la version thermique de 2007 est restée au catalogue du constructeur italien en versions essence et hybride jusqu'en 2023. Leur commercialisation a du être arrêtée en Europe suite aux nouvelles impositions européennes impossibles à appliquer sur le modèle. Une nouvelle version avec moteur thermique hybride est annoncée pour l'automne 2025, basée sur une adaptation de la version électrique.
Son nom commercial en France est Fiat 500 électrique, afin de se différencier, dans le cadre de la cohabitation dans la gamme avec l'ancien modèle puis, Fiat 500e à partir de début 2024,.

## Présentation
La Fiat 500 électrique (code projet ZFA 332) devait être présentée en première mondiale au salon international de l'automobile de Genève 2020 mais celui-ci ayant été annulé à cause de l'épidémie de coronavirus, elle a été dévoilée en avant première à Milan le 4 mars 2020,.
Lors de don lancement, Fiat a présenté trois exemplaires uniques personnalisés par Armani, Kartell et Bulgari qui avaient été invités à travailler avec FIAT Auto sur le thème du développement durable.
Cette Fiat 500e, tout électrique succède à la 500e produite au Mexique de décembre 2012 à juin 2019 à 111 113 exemplaires, et réservée au marché nord-américain,.
En octobre 2023, Fiat cesse une seconde fois dans le même mois la production de la 500 électrique pendant 2 semaines en raison de l'insuffisance des ventes du modèle. Les 2400 salariés sont ainsi au chômage partiel. Fiat annonce en septembre 2024 que la production cesse une troisième fois à compter du 11 octobre, pour une durée d'un mois.
En mai 2024, au vu de la baisse des ventes du modèle électrique, le groupe Stellantis annonce l'arrivée d'une version Fiat 500 hybride basée sur la 500 électrique à partir de 2026.

Fiat 500e
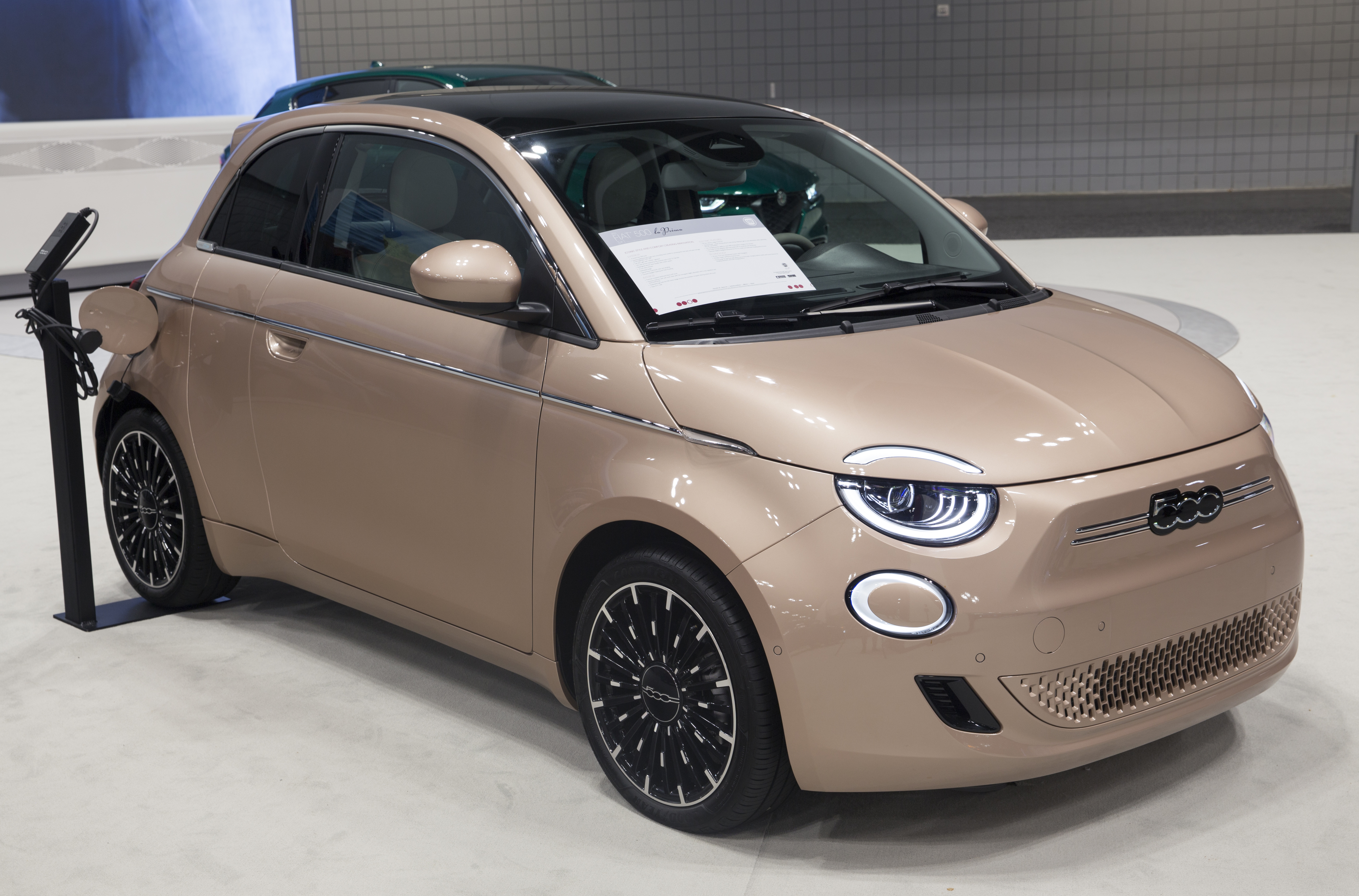
Avant
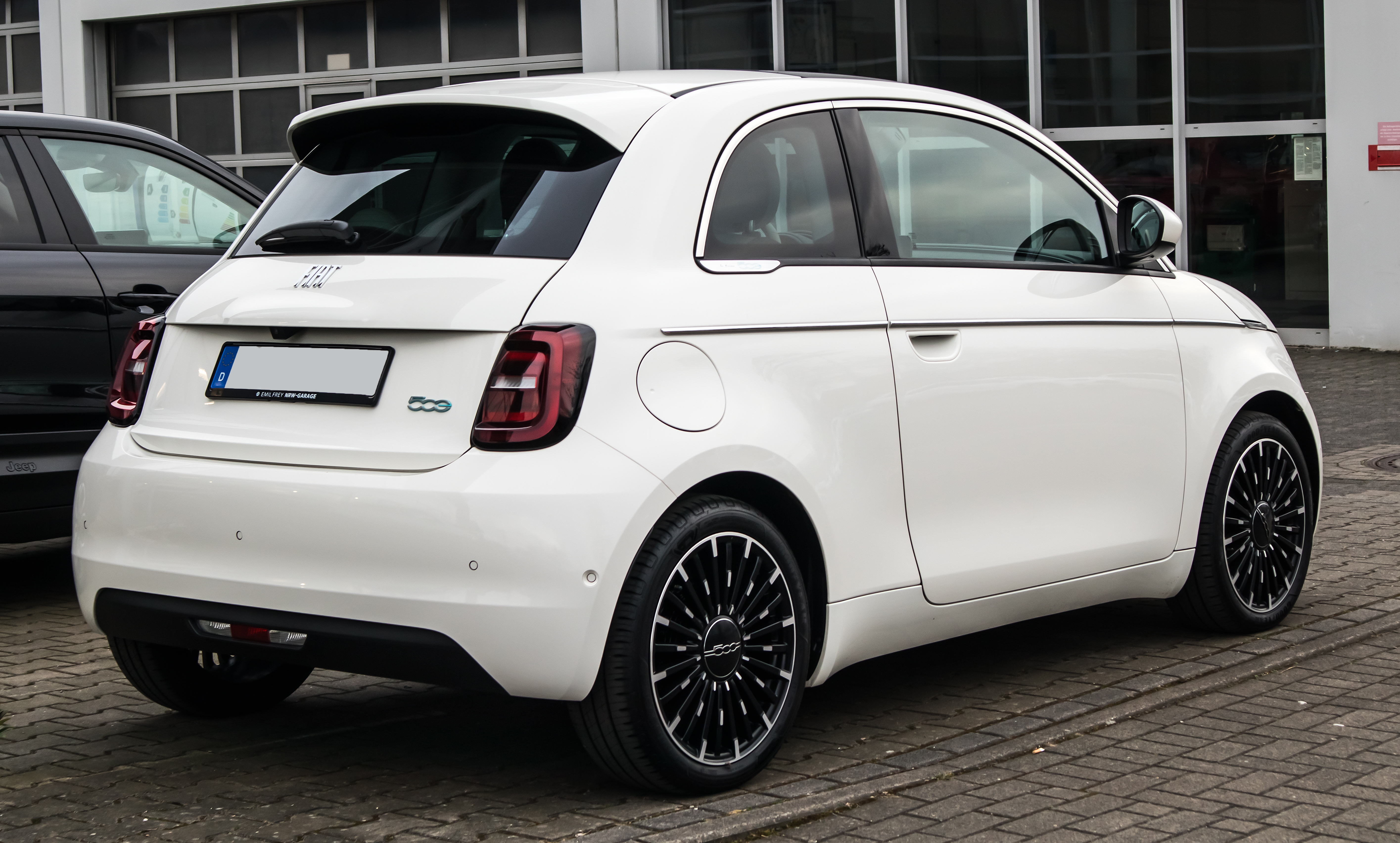
Arrière
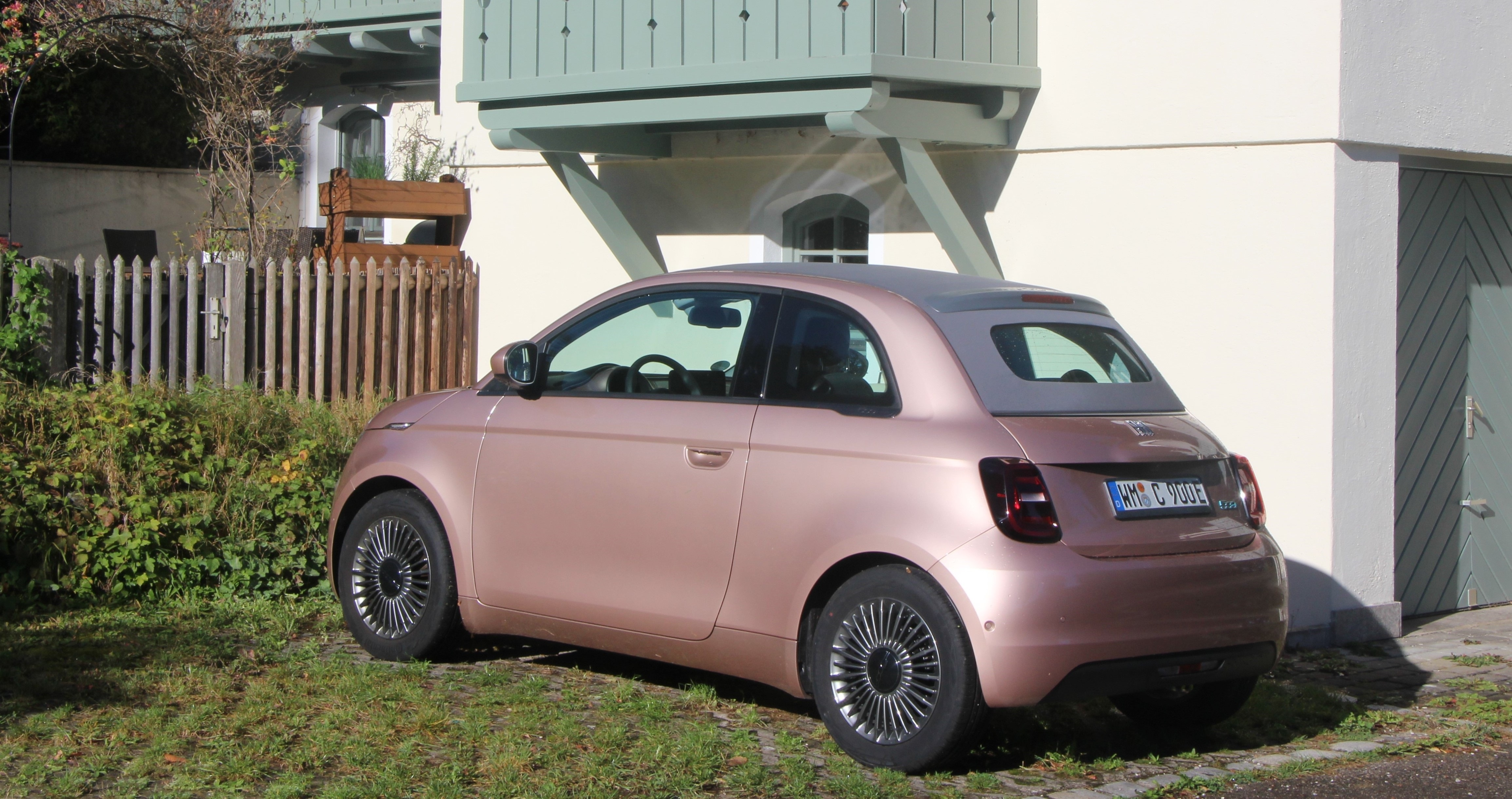
Cabriolet
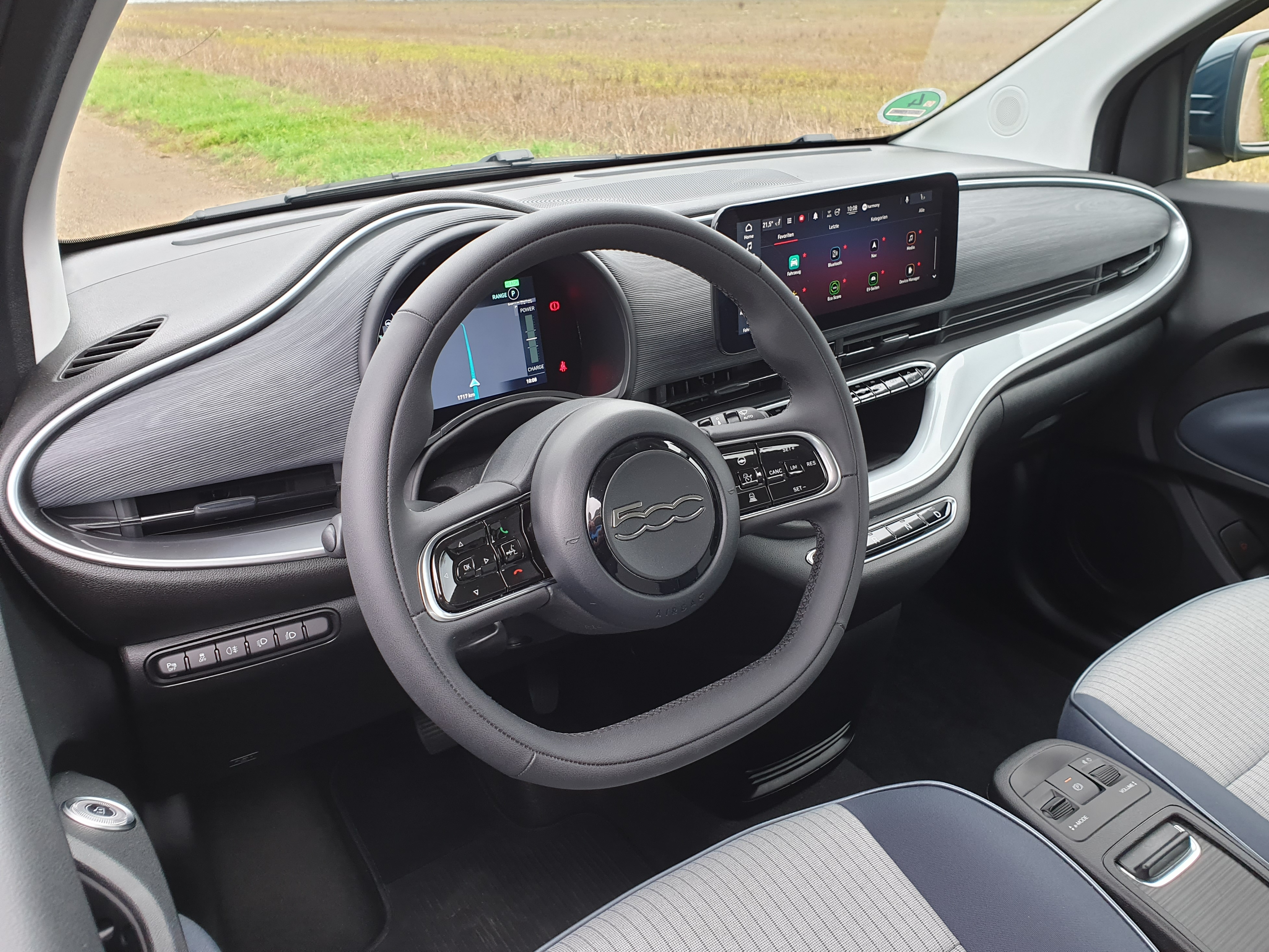
Intérieur

### Fiat 500 3+1

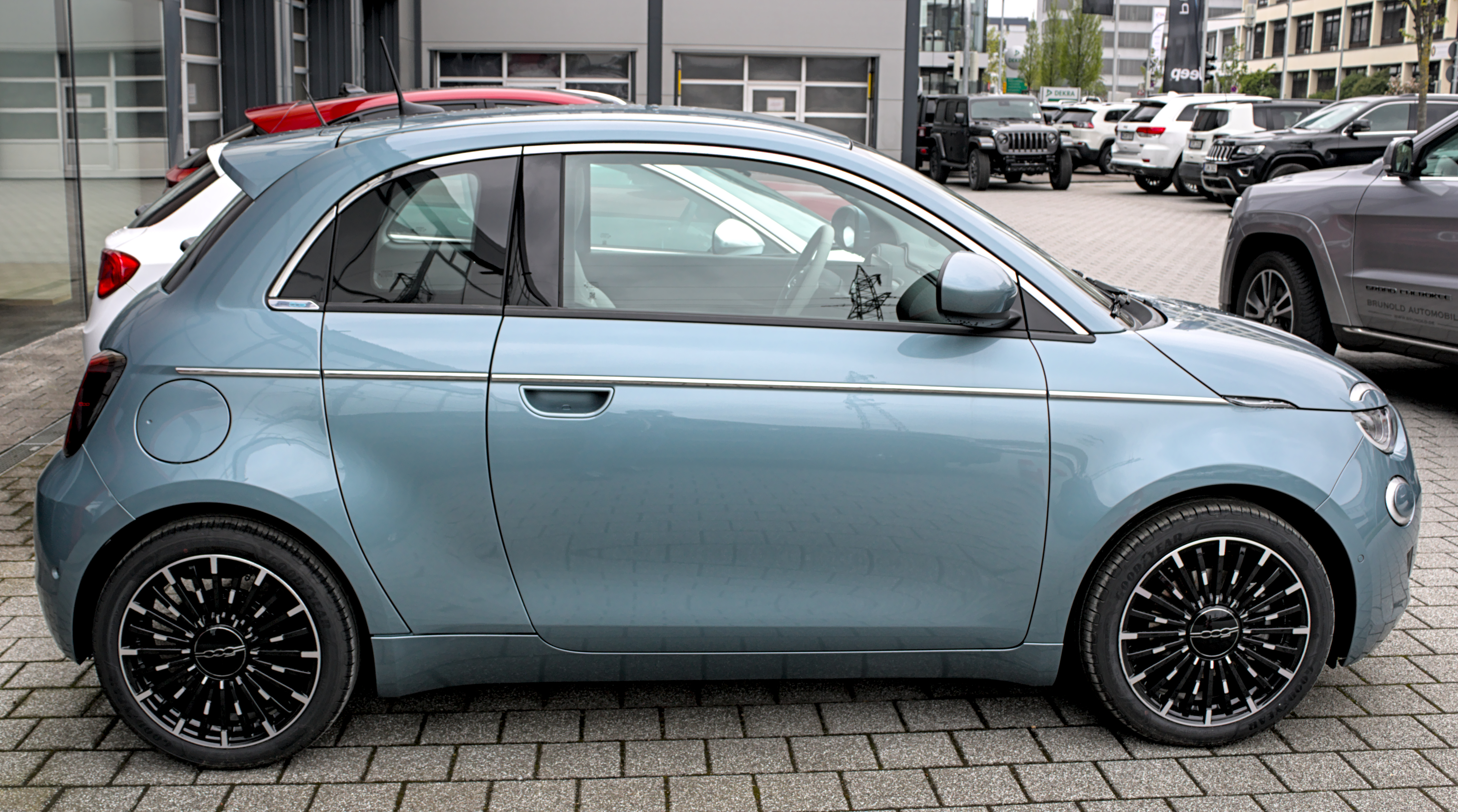
Fiat 500e 3+1

Après la berline 2-portes et le cabriolet, une troisième variante est lancée fin octobre 2020, avec une troisième porte à l'arrière qui prend place côté passager avec une ouverture antagoniste permettant d'augmenter de 44cm l'accès à bord du véhicule.
D'abord pressentie sous l'appellation Trepiuno, rappelant le nom du concept car Trepiuno Concept préfigurant la Fiat 500 en 2004, Fiat la présente sous l'appellation « 500 3+1 » en octobre 2020 qui se prononce Tre più uno qui se traduit par 3 + 1.

## Informations sur la batterie et le véhicule
| Fiat 500e | Marque                | Fiat        |
| Fiat 500e | Maison Mère           | Stellantis  |
| Fiat 500e | Usine(s) d'assemblage | Mirafiori   |
| Fiat 500e | Marque batterie       | Samsung SDI |

## Design et intérieur
La 500 électrique est la première citadine produite par FCA à être équipée d'un système de conduite autonome de niveau 2 et la première voiture à être équipée du système d'info-divertissement UConnect 5. À l'intérieur, il y a un volant à deux branches et deux affichages numériques, un circulaire qui sert de tableau de bord et un rectangulaire de 10,25 pouces, situé dans la console centrale, qui abrite le système multimédia,.
Esthétiquement, la voiture ne s'écarte pas trop du modèle précédent à moteur thermique, même si par rapport à ce dernier elle est plus grande. Les principaux changements sont notamment l'absence de logo FIAT à l'avant (il n'est présent qu'à l'arrière), remplacé par le logo "500e" (avec un E stylisé dans le dernier 0), la nouvelle calandre avant de la même couleur que la carrosserie et les feux avant et arrière, totalement LED, avec le clignotant avant situé directement sur le capot et en relief sur la carrosserie.

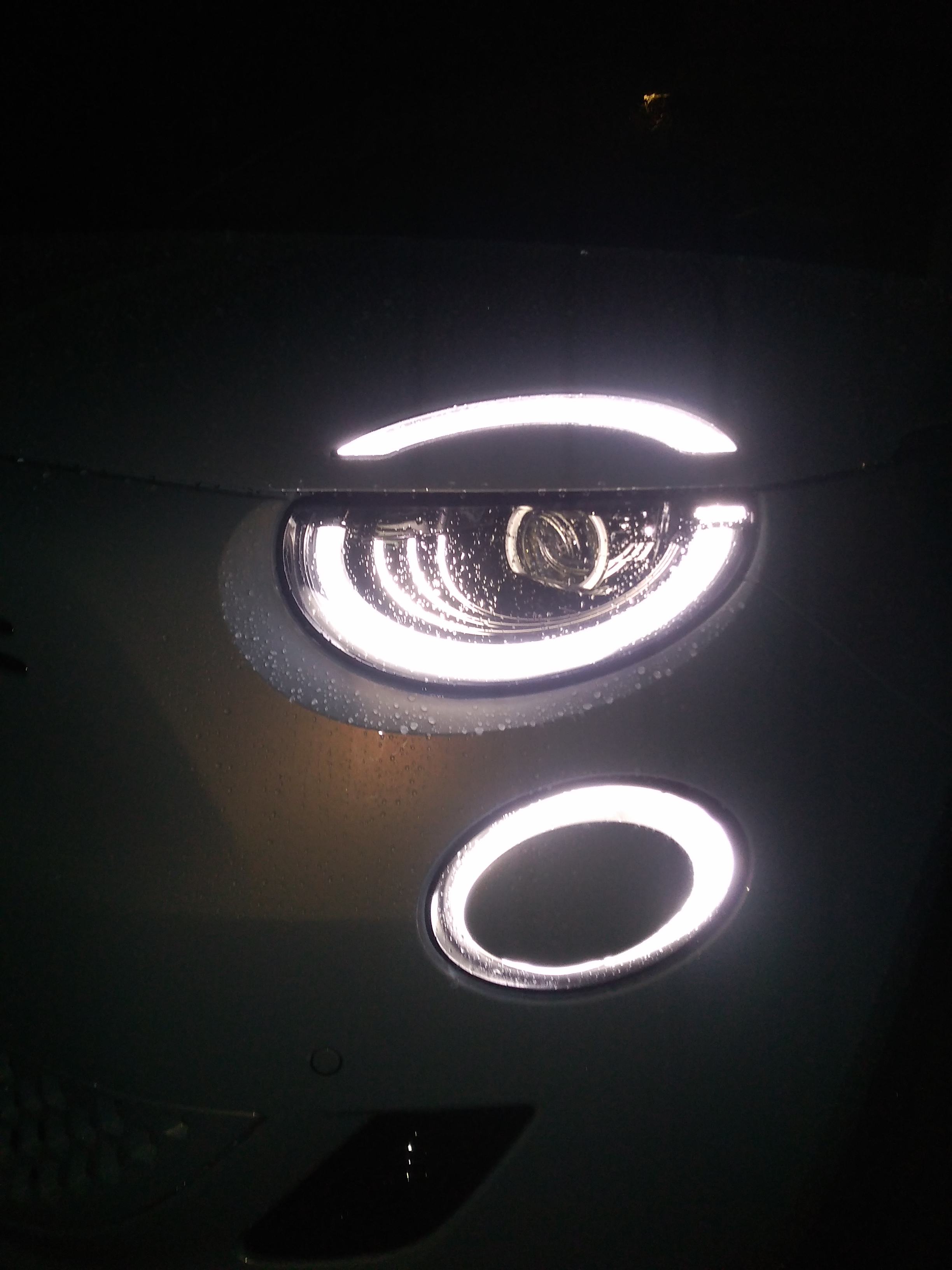
Feux avant à LED de la Fiat 500 électrique (2020)

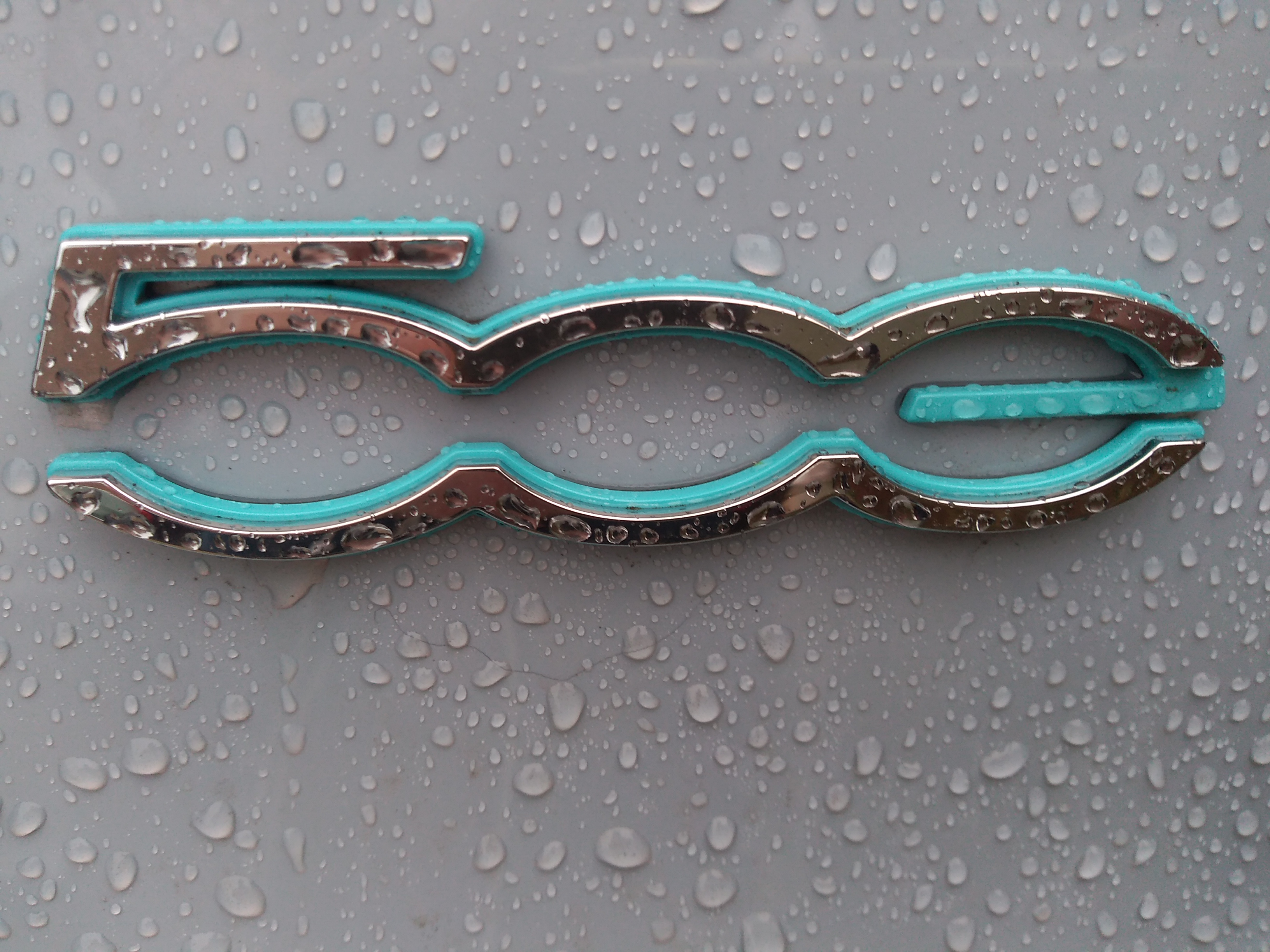
Logo stylisé de la Fiat 500 électrique (2020)

Les phares ont maintenant une forme elliptique, le phare principal s'étendant sur le capot jusqu'à ce qu'il y soit partiellement incorporé. Les poignées de porte sont également absentes, remplacées par des évidements au ras de la carrosserie avec un bouton à l'intérieur pour les ouvrir[pertinence contestée].

## Caractéristiques techniques
La 500 repose sur une nouvelle plateforme technique dédiée aux véhicules électriques produite dans l'usine Fiat-Mirafiori à Turin, en Italie, elle est commercialisée en citadine 2 et 3-portes et cabriolet à partir de l'automne 2020.
Elle est 6 cm plus longue et large et 4 cm plus haute que la 500 thermique lancée en 2007, et son empattement a augmenté de 2 cm.
La 500e est équipée d'un système de charge rapide de 85 kW. Il faut 5 minutes pour recharger la batterie pour avoir une autonomie de 50 km. Le système de charge rapide peut recharger la batterie à 80 % en 35 minutes.
De plus, pour répondre aux nouvelles réglementations de réception par type de l'UE, dans lesquelles tous les véhicules électriques doivent produire une certaine forme de bruit ou de signal acoustique lorsqu'ils roulent à faible vitesse (généralement en dessous de 20 km/h) pour signaler le passage de la voiture aux piétons, la 500 reproduit le thème musical du film Amarcord du compositeur italien Nino Rota au lieu d'un sifflement[réf. nécessaire].
Par rapport à l'homonyme avec un moteur thermique, la nouvelle voiture n'est pas construite en Pologne dans l'usine Fiat de Tychy, mais en Italie dans l'usine historique Fiat de Mirafiori profondément restructurée.

### Motorisations
La Fiat 500 électrique est disponible dans toutes ses versions avec un électromoteur de 86 kW (118 ch) alimenté par une batterie lithium-ion d'une capacité de 42 kWh pour une autonomie de 320 km (WLTP), ou en finition Action et 2 portes uniquement d'un moteur de 70 kW (95 ch) avec une batterie de 23,8 kWh et une autonomie de 240 km (WLTP).
| Logo de Fiat                         | Fiat 500                       | Fiat 500                       | Fiat 500                       | Fiat 500                       |
| Logo de Fiat                         | Action                         | Icône                          | Cabrio Icône                   | 3+1 Icône                      |
| ------------------------------------ | ------------------------------ | ------------------------------ | ------------------------------ | ------------------------------ |
| Type de moteur                       | Synchrone à aimants permanents | Synchrone à aimants permanents | Synchrone à aimants permanents | Synchrone à aimants permanents |
| Puissance maximale (ch DIN)          | 95                             | 118                            | 118                            | 118                            |
| Couple maximal (Nm)                  | 220                            | 220                            | 220                            |                                |
| Vitesse maximale (km/h)              | 135                            | 150                            | 150                            | 150                            |
| 0-100 km/h (s)                       | 9,5                            | 9,0                            | 9,0                            | 9,0                            |
| Transmission                         | Traction                       | Traction                       | Traction                       | Traction                       |
| Masse à vide (kg)                    | 1180                           | 1290                           | 1330                           | 1320                           |
| Charge utile (kg)                    | 400                            | 400                            | 400                            | 400                            |
| Batterie                             |                                |                                |                                |                                |
| Type                                 | Lithium-ion                    | Lithium-ion                    | Lithium-ion                    | Lithium-ion                    |
| Capacité brute (kWh)                 | 23,8                           | 42                             | 42                             | 42                             |
| Capacité utile (kWh)                 | 21,3                           | 37,3                           | 37,3                           | 37,3                           |
| Autonomie (WLTP) (km)                | 190                            | 322                            | 305                            | 320                            |
| Consommation (WLTP) (kWh/100 km)     | 13,0                           | 13,9                           | 14,6                           | 14,9                           |
| Puissance de charge                  |                                |                                |                                |                                |
| en courant alternatif monophasé (kW) | 7,4                            | 7,4                            | 7,4                            | 7,4                            |
| en courant alternatif triphasé (kW)  | 11                             | 11                             | 11                             | 11                             |
| en courant continu (kW)              | 50                             | 85                             | 85                             | 85                             |
| Temps de recharge                    |                                |                                |                                |                                |
| sur une borne 50 kW (10 à 80%)       | 0h20                           | 0h34                           | 0h34                           | 0h34                           |
| sur une Wallbox 7,4 kW (0 à 100%)    | 3h25                           | 6h00                           | 6h00                           | 6h00                           |
| sur une prise domestique (0 à 100%)  | 13h40                          | 23h50                          | 23h50                          | 23h50                          |

La batterie est garantie par le constructeur turinois 8 ans ou 160 000 kilomètres.

## Équipement
La Fiat 500 est la première citadine à conduite autonome de niveau 2 et la première voiture FCA équipée du nouveau système d'info-divertissement UConnect 5.
Le système d'info-divertissement UConnect 5 basé sur Android s'affiche sur un écran tactile de 10,25 pouces (26 cm). Il dispose d'Android Auto et d'une connectivité sans fil Apple CarPlay, d'un appel automatique aux services d'urgence et peut également être utilisé pour surveiller la voiture (ou contrôler certaines fonctions) à distance à l'aide d'une application pour smartphone,.

## Finitions
- Action, équipée du petit moteur (95 Ch) de la petite batterie (23,8 kWh). Ses principaux équipements sont :
  - détecteur de fatigue
  - freinage d'urgence autonome
  - alerte de franchissement de ligne
  - reconnaissance des panneaux
  - support smartphone
  - connexion Bluetooth
  - démarrage sans clé
  - frein de stationnement électrique
  - écran couleur numérique
  - phares halogènes
  - jantes de 15’’ en acier[31]
- Action Plus
- Passion
- Icône
- Icône Plus

Les finitions Action et Action Plus ne sont disponibles que sur la version 2-portes.

### Séries limitées
- 500 La Prima
  - série spéciale très haut de gamme lancée en mars 2020 (avant le reste de la gamme).
- 500 La Prima France Edition
  - série limitée à 500 exemplaires pour la France, dont 350 berlines et 150 cabriolets, comprenant des badges exclusifs France Edition[32]. D'autres pays ont eu droit à des séries limitées consacrées.
- 500 La Prima by Bocelli
  - série limitée haut de gamme conçue à l'occasion de l'Eurovision 2022, organisé à Turin, le fief de Fiat[33]. Elle dispose d'un équipement complet et d'un système audio 320W JBL "Mastered by Bocelli" et badges exclusifs Bocelli[34],[35].
- 500e Giorgio Armani Collector's Edition[36]

## Production
La production des exemplaires de présérie a débuté le 20 février 2020 mais le début de la production en série (300 exemplaires par jour) a été retardé à cause de la pandémie de Covid 19 qui a durement frappé l'Italie. Elle n'a débuté qu'en juillet 2020. Les commandes ont été enregistrées à partir du 27 août 2020 en Italie pour une livraison à partir de mi-octobre 2020.
Tableau récapitulatif de la production selon les données statistiques ANFIA, (équivalent du CCFA français) :
| Année | Fiat 500e (2020) |
| ----- | ---------------- |
| 2020  | 14 551           |
| 2021  | 46 249           |
| 2022  | 67 114           |
| 2023  | 85 640           |
| 2024  | 25 920           |
| 2025  |                  |

Les ventes de la Fiat 500e ont considérablement chuté en 2024, chute causée, semble-t-il, par la baisse des aides gouvernementales en Allemagne et en France notamment et à la concurrence de modèles asiatiques à prix cassés. Pour contrer ce phénomène, la direction italienne a décidé de relancer le modèle avec une version à moteur thermique hybride en fin d'année 2025 et un investissement de 100 millions d'€uros pour relancer la 500 électrique, avec une augmentation de son autonomie et une baisse de prix. L'investissement principal doit porter sur une nouvelle batterie, qui sera produite par la nouvelle coentreprise Stellantis/CATL dans une nouvelle usine espagnole, de type LFP (Lithium Fer Phosphate) contrairement à la batterie actuelle provenant de Samsung SDI. La nouvelle Fiat e500 devrait arriver en fin d'année 2026.

## Fiat 500 Hybrid (2025)
Lors de la conférence de presse pour le 125e anniversaire de FIAT qui s'est tenue au Lingotto, le Directeur Général de la branche automobile du constructeur italien, Olivier François, a annoncé que la FIAT e500 allait bientôt avoir une sœur jumelle, la nouvelle FIAT 500 hybride qui aura, dans sa gamme, une version baptisée "Torino", en l'honneur de la ville où elle est née. En France, la nouvelle FIAT 500 Hybrid sera disponible au début de l'année 2026.
Le 12 mai 2025, les premiers exemplaires de présérie ont été produits dans l'usine Fiat Mirafiori à Turin. Le lancement de la grande série est attendu au plus tard en novembre 2025 pour une commercialisation immédiate,,.